# Unterseeboot 473
L'Unterseeboot 473 ou U-473 est un sous-marin allemand (U-Boot) de type VIIC utilisé par la Kriegsmarine pendant la Seconde Guerre mondiale.
Le sous-marin fut commandé le 20 janvier 1941 à Kiel (Deutsche Werke), sa quille fut posée le 1er décembre 1941, il fut lancé le 17 avril 1943 et mis en service le 16 juin 1943, sous le commandement du Kapitänleutnant Heinz Sternberg.
Il fut coulé par des navires de guerre britanniques au sud-ouest de l'Irlande, en mai 1944.

## Conception
Unterseeboot type VII, l'U-472 avait un déplacement de 769 tonnes en surface et 871 tonnes en plongée. Il avait une longueur totale de 67,10 m, un maître-bau de 6,20 m, une hauteur de 9,60 m et un tirant d'eau de 4,74 m. Le sous-marin était propulsé par deux hélices de 1,23 m, deux moteurs diesel Germaniawerft M6V 40/46 de 6 cylindres en ligne de 1400 cv à 470 tr/min, produisant un total de 2 060 à 2 350 kW en surface et de deux moteurs électriques Siemens-Schuckert GU 343/38-8 de 375 cv à 295 tr/min, produisant un total 550 kW, en plongée. Le sous-marin avait une vitesse en surface de 17,7 nœuds (32,8 km/h) et une vitesse de 7,6 nœuds (14,1 km/h) en plongée. Immergé, il avait un rayon d'action de 80 milles marins (150 km) à 4 nœuds (7,4 km/h; 4,6 milles par heure) et pouvait atteindre une profondeur de 230 m. En surface son rayon d'action était de 8 500 milles nautiques (soit 15 700 km) à 10 nœuds (19 km/h).
L'U-472 était équipé de cinq tubes lance-torpilles de 53,3 cm (quatre montés à l'avant et un à l'arrière) qui contenait quatorze torpilles. Il était équipé d'un canon de 8,8 cm SK C/35 (220 coups) et d'un canon antiaérien de 20 mm Flak. Il pouvait transporter 26 mines TMA ou 39 mines TMB. Son équipage comprenait 4 officiers et 40 à 56 sous-mariniers.

## Historique
Il effectue son temps d'entraînement initial dans la 5. Unterseebootsflottille jusqu'au 31 décembre 1943, puis il rejoint son unité de combat dans la 9. Unterseebootsflottille.
Sa première patrouille est précédée d'un court trajet de Kiel à Bergen. Elle commence le 27 mars 1944 au départ de Bergen. Il navigue dans l'Atlantique Nord entre l'Islande et les Îles Féroé. Il accoste à Lorient, en France occupée, le 18 avril 1944.
Lors de sa deuxième patrouille, il embarque à son bord des techniciens pour essayer des radars ainsi que des détecteurs de radars. L'U-473 est premier U-Boot à opérer seul entre les Îles britanniques.
Dans la nuit du 28 avril 1944, un Halifax du No. 58 Squadron RAF (en), équipé d'un projecteur repère l'U-473. Il lui lance sept charges de profondeur ; le sous-marin repousse l'avion et continue sa route.
Le lendemain il est attaqué par un Vickers Wellington du No. 304 Polish Bomber Squadron (en) qui lui lance six charges de profondeur, sans l'endommager.
Le 3 mai 1944, il rencontre le convoi CO-22 au sud-ouest de l'Irlande ; il torpille et endommage le destroyer américain USS Donnell (DE-56) (en) faisant partie de l'escorte. Vingt-neuf marins du destroyer meurent lors de l'attaque et vingt-cinq sont blessés.
Le 6 mai 1944, il est repéré par HMS Wild Goose qui le bombarde de dix charges de profondeur et signale sa position par radio.
Pendant les quinze heures suivantes, la 2nd Escort Group (en) lui jette 345 charges de profondeur (HMS Wren : 114 en cinq attaques, HMS Wild Goose : 107 en cinq attaques et HMS Starling : 124 en huit attaques). C'est un record pour une attaque contre un sous-marin.
Dans cet assaut nourri, Sternberg tire une torpille T 5 par l'avant, contre le Wren ; il le manque. L'U-473 est abandonné par son équipage, déclenchant des charges de destruction.
Quelque temps plus tard, deux explosions se font entendre (peut-être le sabordage) et l'U-473 coule à la position 49° 29′ N, 21° 22′ O.
23 des 53 membres d'équipage meurent dans cette attaque.

## Affectations
- 5. Unterseebootsflottille du 16 juin 1943 au 31 décembre 1943 (Période de formation).
- 9. Unterseebootsflottille du 1er janvier 1944 au 6 mai 1944 (Unité combattante).

## Commandement
- Kapitänleutnant Heinz Sternberg du 16 juin 1943 au 6 mai 1944.

## Patrouilles
|       | Commandant             | Départ        | Départ  | Arrivée       | Arrivée | Jours    | Succès  |
| ----- | ---------------------- | ------------- | ------- | ------------- | ------- | -------- | ------- |
|       | Kptlt. Heinz Sternberg | 19 mars 1943  | Kiel    | 22 mars 1944  | Bergen  | 4 jours  |         |
| 1     | Kptlt. Heinz Sternberg | 27 mars 1944  | Bergen  | 18 avril 1944 | Lorient | 23 jours |         |
| 2     | Kptlt. Heinz Sternberg | 24 avril 1944 | Lorient | 6 mai 1944    | Coulé   | 13 jours | 1 400   |
| Total | Total                  | Total         | Total   | Total         | Total   | 40 jours | 1 400 t |

Note :Kptlt. = Kapitänleutnant

## Navire(s) coulé(s)
L'U-473 détruisit 1 navire de guerre de 1 400 tonneaux au cours 2 patrouilles (40 jours en mer) qu'il effectua.
| Date       | Nom         | Nationalité | Tonnage | Fait         |
| ---------- | ----------- | ----------- | ------- | ------------ |
| 3 mai 1944 | USS Donnell | US Navy     | 1 400   | Perte totale |